# Saint-Rémy-sur-Avre
 Saint-Rémy-sur-Avre  là một xã của tỉnh Eure-et-Loir, thuộc vùng Centre-Val de Loire, miền bắc nước Pháp.